# 키아라몬티
키아라몬티(Chiaramonti, 갈루레세: Chjaramònti, 사르데냐어: Tzaramònte, 글자 그대로 "맑은 산")는 이탈리아 사르데냐 주 사사리도에 있는 코무네로, 칼리아리에서 북쪽으로 약 170 킬로미터 (110 mi), 사사리 (사르데냐)에서 동쪽으로 약 25 킬로미터 (16 mi) 떨어져 있다. 이 지역은 앙글로나 역사 지역의 일부이다.
키아라몬티는 다음 코무네들과 경계를 이룬다: 아르다라, 에룰라, 마르티스, 눌비, 오지에리, 페르푸가스, 플로아게.